# Jan Mattsson
Jan Mattsson, detto Lill-Damma (17 aprile 1951), è un ex calciatore svedese, di ruolo attaccante.

## Palmarès

### Club
- Allsvenskan: 1

Öster: 1981

### Individuale
- Capocannoniere dell'Allsvenskan: 3

1973 (20 reti) 1974 (22 reti) 1975 (31 reti)